# トーセンキャプテン
トーセンキャプテン（Tosen Captain、2004年4月5日 - 不明）は、日本の競走馬。主な勝ち鞍に2007年のアーリントンカップ、2008年の函館記念。

## 経歴

### 3歳時
2004年4月5日、社台ファームにて誕生。2004年のセレクトセール当歳市場に上場され、島川隆哉により6900万円（税抜）で落札される。栗東トレーニングセンター所属の角居勝彦厩舎に入厩。
2007年1月13日、第1回京都競馬4日目第5競走の新馬戦にて、四位洋文が騎乗し、1着に入線し、デビュー戦を白星で飾る。2007年1月27日、第2回京都競馬初日第9競走の500万下条件特別戦のこぶし賞も連勝した。
2007年2月24日、デビュー2連勝の勢いを駆って臨んだG3重賞の第16回アーリントンカップ（第1回阪神競馬初日）に出走、ローレルゲレイロを首差に抑えてデビュー3連勝及び重賞初勝利を飾った。
同厩舎のウオッカと共にクラシック戦線に名乗りを挙げたが、皐月賞への調整途上で右脚第3足根骨板状骨折を発症してしまい、クラシック戦線から離脱を余儀なくされると共に、その後1年間休養を強いられることとなった。

### 4歳時
故障が癒え、ターフに戻ってきたのは2008年4月13日の第1回福島競馬2日目のオープン特別・福島民報杯であった。過去の実績から1番人気に支持されたが、長期休養によるブランクの影響は否めず、4着と敗れた。
その後は5月11日の都大路ステークス（京都競馬場）で5着、更には6月1日の第122回目黒記念（東京競馬場）で7着、7月13日の巴賞（函館競馬場）では4着と、デビュー時のキレの良いレースが見られずじまいであった。
しかし、7月27日の第44回函館記念では若手の藤岡佑介を鞍上に、最後の直線走路でインコースから楽に抜け出し、追走するフィールドベアーを鼻差で振り切り、1年5ヶ月ぶりの勝利を重賞2勝目で飾り、復活への狼煙を挙げた。しかし続く毎日王冠では8着に敗れた。天皇賞（秋）ではブービーの16着に敗れた。続くジャパンカップでは15着と大敗した。

### 5歳時
休養を終えて、2009年5月9日の第31回新潟大賞典から始動。道中は先行集団でレースを進めたが、直線で失速して14着と大敗した。その後、8月23日の第45回札幌記念では最後方から追い込んでくるものの5着に敗れた。続く9月27日の第55回オールカマーでは3番手追走も直線で失速し7着に敗れた。その後、10月11日の第44回京都大賞典では3着と好走した。しかし11月8日の第47回アルゼンチン共和国杯では終始後方のままブービーの17着と大敗した。中1週で挑んだ11月21日の第45回福島記念では後方から追い上げるも6着に終わった。

### 6歳時
休養を終えて、2010年4月10日の大阪-ハンブルクカップで復帰し、ニホンピロレガーロの3着と好走した。その後再び休養に入り、その間に美浦トレーニングセンター所属の中島敏文厩舎に転厩した。休養後、12月18日のディセンバーステークスでは終始後方のまま11着と大敗した。

### 7歳時
2011年1月15日のニューイヤーステークスから始動したが16着、1月29日の白富士ステークスでは10着、2月27日の中山記念では12着と3戦続いての殿負けとなった。初ダートとなった6月11日のオアシスステークスに出走するも14着。6月16日付けで競走馬登録を抹消し、浦和競馬へ移籍。移籍初戦のサンタアニタトロフィーでは向正面で故障発生し競走中止する。2012年1月6日で地方競馬の登録を抹消した。その後の消息は伝わっていない。

## 競走成績
| 年月日 | 年月日 | 年月日 | 競馬場 | 競走名               | 格      | 頭数 | オッズ （人気） | オッズ （人気） | 着順 | 騎手        | 斤量 | 距離（馬場）  | タイム （上り3F） | タイム 差 | 勝ち馬/（2着馬）     |
| 2007   | 1.     | 13     | 京都   | 3歳新馬              |         | 15   | 8.2             | （4人）         | 1着  | 四位洋文    | 56   | 芝1600m（良） | 1:35.7 (34.8)     | -0.1      | （フェラーリピサ）   |
|        | 1.     | 27     | 京都   | こぶし賞             | 500万下 | 11   | 2.3             | （1人）         | 1着  | 四位洋文    | 56   | 芝1600m（良） | 1:35.2 (34.8)     | -0.2      | （シュガーヴァイン） |
|        | 2.     | 24     | 阪神   | アーリントンC        | GIII    | 16   | 2.9             | （2人）         | 1着  | 四位洋文    | 56   | 芝1600m（良） | 1:33.9 (34.7)     | 0.0       | （ローレルゲレイロ） |
| 2008   | 4.     | 13     | 福島   | 福島民報杯           | OP      | 16   | 4.1             | （1人）         | 4着  | 中舘英二    | 56   | 芝2000m（良） | 2:00.5 (36.7)     | 0.3       | フィールドベアー     |
|        | 5.     | 11     | 京都   | 都大路S              | OP      | 18   | 2.1             | （1人）         | 5着  | 鮫島良太    | 56   | 芝1600m（稍） | 1:35.5 (35.0)     | 0.4       | フサイチアウステル   |
|        | 6.     | 1      | 東京   | 目黒記念             | JpnII   | 18   | 22.9            | （7人）         | 7着  | 四位洋文    | 56   | 芝2500m（良） | 2:32.6 (36.1)     | 0.7       | ホクトスルタン       |
|        | 7.     | 13     | 函館   | 巴賞                 | OP      | 14   | 5.5             | （2人）         | 4着  | 武幸四郎    | 55   | 芝1800m（良） | 1:48.4 (35.2)     | 0.2       | フィールドベアー     |
|        | 7.     | 27     | 函館   | 函館記念             | JpnIII  | 14   | 6.9             | （4人）         | 1着  | 藤岡佑介    | 56   | 芝2000m（良） | 2:00.3 (36.2)     | 0.0       | （フィールドベアー） |
|        | 10.    | 12     | 東京   | 毎日王冠             | GII     | 16   | 31.2            | （9人）         | 8着  | 池添謙一    | 57   | 芝1800m（良） | 1:45.5 (34.4)     | 0.9       | スーパーホーネット   |
|        | 11.    | 2      | 東京   | 天皇賞（秋）         | GI      | 17   | 71.5            | （14人）        | 16着 | O.ペリエ    | 58   | 芝2000m（良） | 1:58.6 (36.4)     | 1.4       | ウオッカ             |
|        | 11.    | 30     | 東京   | ジャパンC            | GI      | 17   | 99.3            | （13人）        | 15着 | O.ペリエ    | 57   | 芝2400m（良） | 2:26.8 (34.4)     | 1.3       | スクリーンヒーロー   |
| 2009   | 5.     | 9      | 新潟   | 新潟大賞典           | GIII    | 16   | 52.6            | （14人）        | 14着 | 中舘英二    | 57   | 芝2000m（良） | 1:58.9 (35.7)     | 2.0       | シンゲン             |
|        | 8.     | 23     | 札幌   | 札幌記念             | GII     | 16   | 205.8           | （13人）        | 5着  | 藤岡佑介    | 57   | 芝2000m（良） | 2:00.9 (35.1)     | 0.2       | ヤマニンキングリー   |
|        | 9.     | 27     | 中山   | オールカマー         | GII     | 15   | 29.5            | （6人）         | 7着  | 鮫島良太    | 57   | 芝2200m（良） | 2:12.2 (34.6)     | 0.8       | マツリダゴッホ       |
|        | 10.    | 11     | 京都   | 京都大賞典           | GII     | 14   | 21.4            | （7人）         | 3着  | 四位洋文    | 57   | 芝2400m（良） | 2:24.7 (34.8)     | 0.4       | オウケンブルースリ   |
|        | 11.    | 8      | 東京   | アルゼンチン共和国杯 | GII     | 18   | 19.3            | （7人）         | 17着 | C・ルメール | 57   | 芝2500m（良） | 2:32.2 (34.3)     | 1.3       | ミヤビランベリ       |
|        | 11.    | 21     | 福島   | 福島記念             | GIII    | 16   | 10.9            | （7人）         | 6着  | 鮫島良太    | 57   | 芝2000m（良） | 1:59.1 (36.0)     | 0.5       | サニーサンデー       |
| 2010   | 4.     | 10     | 阪神   | 大阪-ハンブルクC     | OP      | 12   | 9.8             | （4人）         | 3着  | 藤岡佑介    | 57   | 芝2400m（良） | 2:27.1 (34.1)     | 0.1       | ニホンピロレガーロ   |
|        | 12.    | 18     | 中山   | ディセンバーS        | OP      | 13   | 43.2            | （8人）         | 11着 | 江田照男    | 57   | 芝1800m（良） | 1:49.0 (34.5)     | 1.1       | ケイアイドウソジン   |
| 2011   | 1.     | 15     | 中山   | ニューイヤーS        | OP      | 16   | 40.0            | （10人）        | 16着 | 江田照男    | 57   | 芝1600m（良） | 1:34.6 (34.6)     | 1.7       | コスモセンサー       |
|        | 1.     | 29     | 東京   | 白富士S              | OP      | 10   | 110.3           | （10人）        | 10着 | 江田照男    | 57   | 芝2000m（良） | 2:02.1 (34.0)     | 1.0       | カリバーン           |
|        | 2.     | 27     | 中山   | 中山記念             | GII     | 12   | 362.9           | （12人）        | 12着 | 丸田恭介    | 57   | 芝1800m（良） | 1:48.0 (35.2)     | 2.0       | ヴィクトワールピサ   |
|        | 6.     | 11     | 東京   | オアシスS            | OP      | 15   | 196.4           | （14人）        | 14着 | 江田照男    | 56   | ダ1600m（重） | 1:37.4 (36.6)     | 2.4       | ナムラタイタン       |
|        | 8.     | 3      | 大井   | サンタアニタT        | SIII    | 16   | 83.6            | （13人）        | 中止 | 張田京      | 58   | ダ1800m（良） |                   |           | カキツバタロイヤル   |

## 血統表
| トーセンキャプテンの血統        | トーセンキャプテンの血統                             | トーセンキャプテンの血統 | （血統表の出典）    | （血統表の出典） |
| 父系                            | ゼダーン系                                           | ゼダーン系               | ゼダーン系          | [ § 2 ]          |
| 父 ジャングルポケット 1998 鹿毛 | 父の父*トニービン Tony Bin 1983 鹿毛                 | *カンパラ Kampala        | Kalamoun            | Kalamoun         |
| 父 ジャングルポケット 1998 鹿毛 | 父の父*トニービン Tony Bin 1983 鹿毛                 | *カンパラ Kampala        | State Pension       |                  |
| 父 ジャングルポケット 1998 鹿毛 | 父の父*トニービン Tony Bin 1983 鹿毛                 | Severn Bridge            | Hornbeam            | Hornbeam         |
| 父 ジャングルポケット 1998 鹿毛 | 父の父*トニービン Tony Bin 1983 鹿毛                 | Severn Bridge            | Priddy Fair         |                  |
| 父 ジャングルポケット 1998 鹿毛 | 父の母*ダンスチャーマー Dance Charmer 1990 黒鹿毛    | Nureyev                  | Northern Dancer     | Northern Dancer  |
| 父 ジャングルポケット 1998 鹿毛 | 父の母*ダンスチャーマー Dance Charmer 1990 黒鹿毛    | Nureyev                  | Special             |                  |
| 父 ジャングルポケット 1998 鹿毛 | 父の母*ダンスチャーマー Dance Charmer 1990 黒鹿毛    | Skillful Joy             | Nodouble            | Nodouble         |
| 父 ジャングルポケット 1998 鹿毛 | 父の母*ダンスチャーマー Dance Charmer 1990 黒鹿毛    | Skillful Joy             | Skillful Miss       |                  |
| 母 サンデーピクニック 1996 鹿毛 | 母の父*サンデーサイレンス Sunday Silence 1986 青鹿毛 | Halo                     | Hail to Reason      | Hail to Reason   |
| 母 サンデーピクニック 1996 鹿毛 | 母の父*サンデーサイレンス Sunday Silence 1986 青鹿毛 | Halo                     | Cosmah              |                  |
| 母 サンデーピクニック 1996 鹿毛 | 母の父*サンデーサイレンス Sunday Silence 1986 青鹿毛 | Wishing Well             | Understanding       | Understanding    |
| 母 サンデーピクニック 1996 鹿毛 | 母の父*サンデーサイレンス Sunday Silence 1986 青鹿毛 | Wishing Well             | Mountain Flower     |                  |
| 母 サンデーピクニック 1996 鹿毛 | 母の母*アトール 1987 鹿毛                            | Caerleon                 | Nijinsky            | Nijinsky         |
| 母 サンデーピクニック 1996 鹿毛 | 母の母*アトール 1987 鹿毛                            | Caerleon                 | Foreseer            |                  |
| 母 サンデーピクニック 1996 鹿毛 | 母の母*アトール 1987 鹿毛                            | Shirley Reef             | Shirley Heights     | Shirley Heights  |
| 母 サンデーピクニック 1996 鹿毛 | 母の母*アトール 1987 鹿毛                            | Shirley Reef             | Sahara Goddess      |                  |
| 母系(F-No.)                     | (FN:2-i)                                             | (FN:2-i)                 | (FN:2-i)            | [ § 3 ]          |
| 5代内の近親交配                 | Northern Dancer 4×5                                  | Northern Dancer 4×5      | Northern Dancer 4×5 | [ § 4 ]          |
| 出典                            | 1. 2. 3. 4.                                          | 1. 2. 3. 4.              | 1. 2. 3. 4.         | 1. 2. 3. 4.      |

- 半弟トーセンアドミラル（父キングカメハメハ）は、スパーキングサマーカップ、マイルグランプリ、京成盃グランドマイラーズの勝ち馬。